# Конвой JW 55B
Конвой JW 55B (англ. Convoy JW 55B) — арктичний конвой транспортних і допоміжних суден у кількості 19 одиниць, який у супроводженні союзних кораблів ескорту прямував від берегів Шотландії та Ісландії до радянського порту Архангельськ. Конвой вийшов 20 грудня з Лох Ю і 30 грудня 1943 року JW 55B благополучно прибув до Мурманська. Втрат не мав, тоді як спроба німців атакувати конвой привела до втрати їхнього останнього боєздатного великого бойового корабля в Норвегії.

## Історія
Конвой, що складався з 19 торгових суден, вийшов з Лох Ю 20 грудня 1943 року. Безпосередній супровід забезпечували два есмінці та три інших кораблі ескорту. Транспорт також супроводжував океанський ескорт, який складався з есмінця «Онслоу» (командир капітан Дж. А. Маккой) та семи інших есмінців Домашнього флоту. Спочатку колону супроводжувала місцева група супроводу, а пізніше до неї приєднався океанський ескорт конвою JW 55A до Мурманська. Сили крейсерського прикриття у складі «Белфаста» (командир віцеадмірал Р. Барнетт), «Норфолка» та «Шеффілд» також слідували за конвоєм, в готовності забезпечити його захист у разі нападу надводних кораблів Крігсмаріне. Далеке прикриття було забезпечено важкими силами прикриття, що складалися з лінкора «Дюк оф Йорк», крейсера «Джамайка» та чотирьох есмінців під командуванням віцеадмірала Брюса Фрезера.
JW 55B протистояла група німецьких підводних човнів з тринадцяти U-Boot у патрульній лінії під кодовою назвою «Айзенбарт» у Норвезькому морі. Надводні сили, які дислокувалися в Альтен-фіорді, складалися з лінкора «Шарнгорст» і п'яти есмінців, перебували в готовності до атаки союзного конвою.
20 грудня 1943 року JW 55B вийшов з Лох Ю в супроводі місцевої групи ескорту з двох мінних тральщиків і двох корветів, а також найближчого супроводження. Через два дні, 22 грудня, до нього приєднався океанський ескорт, а місцевий супровід повернувся. У той же час крейсерські сили з Мурманська та дистанційні сили прикриття, які чекали в Акурейрі, в Ісландії, також вийшли в море, зайнявши визначену позицію в Норвезькому морі. Того ж дня конвой був виявлений німецьким патрульним літаком, який почав стеження; ряд літаків змогли підтримувати зв'язок протягом наступних кількох днів, надсилаючи надводним силам в Альтен-фіорді точні дані про курс і швидкість союзного конвою.
25 грудня конвой був помічений U-601 і пізніше того ж дня адмірал Бей на лінкорі «Шарнгорст» отримав дозвіл вищого командування на вихід своєї групи надводних кораблів на перехоплення сил противника. Ввечері U-716 підійшов достатньо близько, щоб обстріляти одного з ескортних кораблів, інший німецький підводний човен був атакований глибинною бомбою. Також 25 грудня до JW 55B приєднався океанський супровід JW 55A, який конвоював RA 55A, що повертався з радянських портів до Британії. Фрезер був стурбований тим, що німецькі надводні сили досягнуть JW 55B раніше, ніж він, і наказав конвою змінити курс.
«Шарнгорст» не зміг вийти на перехоплення JW 55B, але 26 грудня він сам був перехоплений спочатку крейсерською групою Р. Барнетта, потім важким загоном далекого прикриття Брюса Фрезера. Унаслідок морського бою, що стався поблизу норвезького мису Нордкап між ескадрою британського флоту та лінійним кораблем німецького флоту «Шарнгорст», останній затонув, завдавши лише два незначних удари «Дюк оф Йорк» та есмінцю «Саумарез». З 1968 осіб, що перебували на борту німецького лінкора, врятувалися тільки 36. Тим часом контакт підводних човнів був втрачений, і вовча зграя «Айзенбарт» більше не спостерігала за JW 55B.
28 грудня конвой зустрінув Східний місцевий ескорт, три радянські есмінці і два тральщики. 30 грудня 1943 року без додаткових інцидентів конвой JW 55B прибув до Кольської затоки.
19 транспортних суден конвою JW 55B без втрат прибули до Мурманська, тоді як спроба німців атакувати конвой привела до втрати їхнього останнього боєздатного великого бойового корабля, що діяв на півночі Норвегії. До того моменту, доки «Тірпіц» не повернули до строю, конвої союзників у Арктиці не перебували під серйозною загрозою з боку надводних сил німецького флоту.

## Кораблі та судна конвою JW 55B

### Транспортні судна
| Назва                        | Прапор          | Тоннаж (GRT) | Прим.                            |
| ---------------------------- | --------------- | ------------ | -------------------------------- |
| Bernard N Baker (1943)       | США             | 7 191        |                                  |
| British Statesman (1923)     | Велика Британія | 6 991        |                                  |
| Brockholst Livingston (1942) | США             | 7 176        | транспортне судно типу «Ліберті» |
| Cardinal Gibbons (1942)      | США             | 7 191        | транспортне судно типу «Ліберті» |
| Fort Kullyspell (1943)       | Велика Британія | 7 190        | судно командора конвою           |
| Fort Nakasley (1943)         | Велика Британія | 7 132        |                                  |
| Fort Vercheres (1942)        | Велика Британія | 7 128        |                                  |
| Harold L Winslow (1943)      | США             | 7 176        | транспортне судно типу «Ліберті» |
| John J Abel (1943)           | США             | 7 191        | транспортне судно типу «Ліберті» |
| John Vining (1942)           | США             | 7 191        | транспортне судно типу «Ліберті» |
| John Wanamaker (1943)        | США             | 7 176        | транспортне судно типу «Ліберті» |
| Norlys (1936)                | Панама          | 9 892        |                                  |
| Ocean Gypsy (1942)           | Велика Британія | 7 178        | вантажне судно типу «Оушен»      |
| Ocean Messenger (1942)       | Велика Британія | 7 178        |                                  |
| Ocean Pride (1942)           | Велика Британія | 7 173        |                                  |
| Ocean Valour (1942)          | Велика Британія | 7 174        |                                  |
| Ocean Viceroy (1942)         | Велика Британія | 7 174        |                                  |
| Thomas U Walter (1943)       | США             | 7 176        | транспортне судно типу «Ліберті» |
| Will Rogers (1942)           | США             | 7 200        |                                  |

### Кораблі ескорту
| Ближній ескорт                 |                                         |                                                          |                       |
| «Глінер»                       | Військово-морські сили Великої Британії | тральщик типу «Гальсіон»                                 | 20-29 грудня          |
| «Ханісакл»                     | Військово-морські сили Великої Британії | корвет типу «Флавер»                                     | 20-29 грудня          |
| «Оксліп»                       | Військово-морські сили Великої Британії | корвет типу «Флавер»                                     | 20-29 грудня          |
| «Вайтхолл»                     | Військово-морські сили Великої Британії | ескадрений міноносець «Модифікований Адміралті» типу «W» | 20-29 грудня          |
| «Ресле»                        | Військово-морські сили Великої Британії | ескадрений міноносець типу «W»                           | 20-29 грудня          |
| Океанський ескорт              |                                         |                                                          |                       |
| «Хайда»                        | Військово-морські сили Канади           | ескадрений міноносець типу «Трайбл»                      | 22-29 грудня          |
| «Гурон»                        | Військово-морські сили Канади           | ескадрений міноносець типу «Трайбл»                      | 22-29 грудня          |
| «Імпалсів»                     | Військово-морські сили Великої Британії | ескадрений міноносець типу «I»                           | 22-29 грудня          |
| «Ірокеу»                       | Військово-морські сили Канади           | ескадрений міноносець типу «Трайбл»                      | 22-29 грудня          |
| «Онслот»                       | Військово-морські сили Великої Британії | ескадрений міноносець типу «O»                           | 22-29 грудня          |
| «Онслоу»                       | Військово-морські сили Великої Британії | лідер ескадрених міноносців типу «O»                     | 22-29 грудня          |
| «Орвелл»                       | Військово-морські сили Великої Британії | ескадрений міноносець типу «O»                           | 22-29 грудня          |
| «Скодж»                        | Військово-морські сили Великої Британії | ескадрений міноносець типу «S»                           | 22-29 грудня          |
| Крейсерський ескорт            |                                         |                                                          |                       |
| «Белфаст»                      | Військово-морські сили Великої Британії | легкий крейсер типу «Таун» (1936)                        | 23-27 грудня          |
| «Норфолк»                      | Військово-морські сили Великої Британії | важкий крейсер типу «Каунті»                             | 23-27 грудня          |
| «Шеффілд»                      | Військово-морські сили Великої Британії | легкий крейсер типу «Таун» (1936)                        | 23-27 грудня          |
| Сили далекого прикриття конвою |                                         |                                                          |                       |
| «Дюк оф Йорк»                  | Військово-морські сили Великої Британії | лінійний корабель типу «Кінг Джордж V»                   | флагман; 23-27 грудня |
| «Джамайка»                     | Військово-морські сили Великої Британії | легкий крейсер типу «Коронна колонія»                    | 23-27 грудня          |
| «Саумарез»                     | Військово-морські сили Великої Британії | лідер ескадрених міноносців типу «S»                     | 23-27 грудня          |
| «Савідж»                       | Військово-морські сили Великої Британії | ескадрений міноносець типу «S»                           | 23-27 грудня          |
| «Скорпіон»                     | Військово-морські сили Великої Британії | ескадрений міноносець типу «S»                           | 23-27 грудня          |
| «Сторд»                        | Військово-морські сили Норвегії         | ескадрений міноносець типу «S»                           | 23-27 грудня          |
| Ескортна група                 |                                         |                                                          |                       |
| «Борейдж»                      | Військово-морські сили Великої Британії | корвет типу «Флавер»                                     | 20-22 грудня          |
| «Гальсіон»                     | Військово-морські сили Великої Британії | тральщик типу «Гальсіон»                                 | 28-30 грудня          |
| «Хаунд»                        | Військово-морські сили Великої Британії | тральщик типу «Алджерін»                                 | 20-22 грудня          |
| «Гусар»                        | Військово-морські сили Великої Британії | тральщик типу «Гальсіон»                                 | 28-30 грудня          |
| «Гидра»                        | Військово-морські сили Великої Британії | тральщик типу «Алджерін»                                 | 20-22 грудня          |
| «Матчлес»                      | Військово-морські сили Великої Британії | ескадрений міноносець типу «M»                           | 25-26 грудня          |
| «Маскітер»                     | Військово-морські сили Великої Британії | ескадрений міноносець типу «M»                           | 25-26 грудня          |
| «Опорт'юн»                     | Військово-морські сили Великої Британії | ескадрений міноносець типу «O»                           | 25-26 грудня          |
| «Віраго»                       | Військово-морські сили Великої Британії | ескадрений міноносець типу «V»                           | 25-26 грудня          |
| «Волфлавер»                    | Військово-морські сили Великої Британії | корвет типу «Флавер»                                     | 20-22 грудня          |

## Військові кораблі Крігсмаріне

### Підводні човни
| Назва | Тип   | Командир                                   | Прим. |
| ----- | ----- | ------------------------------------------ | ----- |
| U-277 | VII C | оберлейтенант-цур-зее Роберт Любсен        |       |
| U-307 | VII C | оберлейтенант-цур-зее Фрідріх-Георг Геррле |       |
| U-314 | VII C | капітан-лейтенант Георг-Вільям Бассе       |       |
| U-354 | VII C | капітан-лейтенант Карл-Гайнц Гербшлейб     |       |
| U-360 | VII C | капітан-лейтенант Клаус-Гельмут Беккер     |       |
| U-387 | VII C | капітан-лейтенант Рудольф Бюхлер           |       |
| U-601 | VII C | оберлейтенант-цур-зее Отто Гансен          |       |
| U-716 | VII C | оберлейтенант-цур-зее Ганс Дюнкельберг     |       |
| U-957 | VII C | оберлейтенант-цур-зее Гергард Шар          |       |

### Надводні кораблі
| Назва       | Тип                                    | Дії                              | Прим.                                                                                 |
| ----------- | -------------------------------------- | -------------------------------- | ------------------------------------------------------------------------------------- |
| «Шарнгорст» | лінійний корабель типу «Шарнгорст»     | здійснив спробу атакувати конвой | 26 грудня 1943 року потоплений силами британського флоту біля мису Нордкап в Норвегії |
| Z29         | ескадрений міноносець типу 1936A       | брав участь в атаці на конвой    |                                                                                       |
| Z30         | ескадрений міноносець типу 1936A       | брав участь в атаці на конвой    |                                                                                       |
| Z33         | ескадрений міноносець типу 1936A (Mob) | брав участь в атаці на конвой    |                                                                                       |
| Z34         | ескадрений міноносець типу 1936A (Mob) | брав участь в атаці на конвой    |                                                                                       |
| Z38         | ескадрений міноносець типу 1936A (Mob) | брав участь в атаці на конвой    |                                                                                       |